# Чворак
Обични чворак (Sturnus vulgaris) је птица певачица из породице чворака (Sturnidae). Постојбина му је Евроазија, а човек га је населио и на друге континенте.

## Опис
Чворак је дугачак 19-23 цм, а тежак 58-101 г. Црне је боје са белим тачкама, које су израженије зими. Има љубичасти или зелени одсјај. Мужјаци имају израженије беле тачке у доњем делу тела. Кљун је танак и оштар, лети жут, а зими црн. Ноге су му ружичасто-црвене. Женка чворка је светло смеђе боје са белим тачкама на стомаку и горњем делу крила, незнатно мања од мужјака.

## Распрострањеност
Насељава Европу, западне делове Азије, Индију и северну Африку. Пренет је у Северну Америку, југ Африке, Аустралију и на Нови Зеланд. Из северних делова Европе зими мигрира јужније.

## Начин живота
Чворци формирају огромна јата. Хране се претежно инсектима, тако што их траже на тлу. Женка и мужјак леже на 4-5 плавих јаја 13 дана.

## Галерија
- Јато чворака
- Јаја
- Мужјак
- Женка